# ناهارخوری هالیوود
ناهارخوری هالیوود (انگلیسی: Hollywood Canteen) یک فیلم در ژانر کمدی رمانتیک و موزیکال به کارگردانی دلمر دیوز است که در سال ۱۹۴۴ منتشر شد.

## بازیگران
- بتی دیویس
- دان کلارک
- ادی کانتور
- جان گارفیلد
- جوآن لزلی
- جک بنی
- جک کارسون
- جوآن کراوفورد
- سیدنی گرین‌استریت
- پل هنرید
- پیتر لوره
- روی راجرز
- آلکسیس اسمیت
- باربارا استان‌ویک
- جین وایمن
- آیدا لوپینو
- زکری اسکات
- جو ای براون